# Slaves and Masters
Slaves and Masters este al treisprezecelea album de studio al trupei Deep Purple , lansat în 1990 . Este singurul album al formației cu Joe Lynn Turner ca membru , acesta înlocuindu-l pe Ian Gillan cu un an în urmă . Cu toate acestea Turner mai era membru al grupului și în momentul în care au început înregistrările pentru The Battle Rages On... . 
Deși albumul nu a atras atenția în SUA , turneul european din 1991 a fost un succes muzical și financiar . 

## Tracklist
1. "King of Dreams" ( Joe Lynn Turner , Ritchie Blackmore , Roger Glover ) (5:26)
2. "The Cut Runs Deep" ( Turner , blackmore , Glover , Jon Lord , Ian Paice ) (5:42)
3. "Fire in The Basement" ( Turner , Blackmore , Glover , Lord , Paice ) (4:43)
4. "Fortuneteller" ( Turner , Blackmore , Glover , Lord , Paice ) (5:49)
5. "Truth Hurts" ( Turner , Blackmore , Glover ) (5:14)
6. "Breakfast in Bed" ( Turner , Blackmore , Glover )(5:17)
7. "Love Conquers All" ( Turner , blackmore , Glover ) (3:47)
8. "Too Much Is Not Enough" ( Turner , Bob Held , Al Greenwood ) (4:17)
9. "Wicked Ways" ( Turner , Blackmore , Glover ) (6:33)

## Single-uri
- "King of Dreams" (1990)
- "Fire in The Basement" (1991)

## Componențță
- Ritchie Blackmore - chitară
- Joe Lynn Turner - voce
- Roger Glover - chitară bas
- Jon Lord - orgă , claviaturi
- Ian Paice - baterie